# Musée des Nibelungen de Worms
 (avril 2022).
La mise en forme du texte ne suit pas les recommandations de Wikipédia : il faut le « wikifier ».
Les points d'amélioration suivants sont les cas les plus fréquents. Le détail des points à revoir est peut-être précisé sur la page de discussion.
- Les titres sont pré-formatés par le logiciel. Ils ne sont ni en capitales, ni en gras.
- Le texte ne doit pas être écrit en capitales (les noms de famille non plus), ni en gras, ni en italique, ni en « petit »…
- Le gras n'est utilisé que pour surligner le titre de l'article dans l'introduction, une seule fois.
- L'italique est rarement utilisé : mots en langue étrangère, titres d'œuvres, noms de bateaux, etc.
- Les citations ne sont pas en italique mais en corps de texte normal. Elles sont entourées par des guillemets français : « et ».
- Les listes à puces sont à éviter, des paragraphes rédigés étant largement préférés. Les tableaux sont à réserver à la présentation de données structurées (résultats, etc.).
- Les appels de note de bas de page (petits chiffres en exposant, introduits par l'outil «  Source ») sont à placer entre la fin de phrase et le point final[comme ça].
- Les liens internes (vers d'autres articles de Wikipédia) sont à choisir avec parcimonie. Créez des liens vers des articles approfondissant le sujet. Les termes génériques sans rapport avec le sujet sont à éviter, ainsi que les répétitions de liens vers un même terme.
- Les liens externes sont à placer uniquement dans une section « Liens externes », à la fin de l'article. Ces liens sont à choisir avec parcimonie suivant les règles définies. Si un lien sert de source à l'article, son insertion dans le texte est à faire par les notes de bas de page.
- La présentation des références doit suivre les conventions bibliographiques. Il est recommandé d'utiliser les modèles {{Ouvrage}}, {{Chapitre}}, {{Article}}, {{Lien web}} et/ou {{Bibliographie}}. Le mode d'édition visuel peut mettre en forme automatiquement les références.
- Insérer une infobox (cadre d'informations à droite) n'est pas obligatoire pour parachever la mise en page.

Pour une aide détaillée, merci de consulter Aide:Wikification.
Si vous pensez que ces points ont été résolus, vous pouvez retirer ce bandeau et améliorer la mise en forme d'un autre article.
Le musée des Nibelungen de Worms est consacré à la saga des Nibelungen. Le musée de la ville de Worms, ouvert en 2001, intègre une partie de l'enceinte historique de la ville et deux tours du XIIe siècle. L'exposition permanente audiovisuelle met en lumière les personnages mythiques de la saga des Nibelungen. Il accueille également des événements culturels ainsi que des conférences.

## Histoire du musée

### Projet
Une grande partie de la Chanson des Nibelungen se déroule dans la ville de Worms et ses environs. La volonté d'en reconnaître l'importance comme théâtre central de l'épopée a conduit à la construction d'un musée dédié, objet d'un concours organisé par la ville, en juin 1996. 
Le choix de l'emplacement s'est porté sur la partie bien conservée de la fortification médiévale, en raison de son authenticité et de sa situation favorable entre la cathédrale de Worms et la promenade du Rhin avec la statue Hagen.
Le conseil municipal s'est prononcé en février 1997 en faveur du concept de l'agence parisienne Auber + Hoge & associés (A+H). L'arrêté d'urbanisme a été pris en juillet 1997.

### Réalisation
Le coût total de la construction était estimé à 4,5 millions d'euros. Bien que rien ne s'oppose à son démarrage, après des fouilles archéologiques menées début 1999, elle a cependant fait l'objet de critiques d'une partie du public, d'une controverse de plusieurs mois dans les médias locaux ainsi que d'une initiative citoyenne suivie d'un référendum où le "non" l'a emporté sans toutefois que la participation n'atteigne le quorum requis.
Les travaux ont débuté le 18 novembre 1999 et le musée des Nibelungen de Worms fut inauguré le 18 août 2001.

## Le concept du musée
Le Musée des Nibelungen n'est pas un musée au sens classique, collectant et présentant des vestiges. En effet, la saga des Nibelungen est un motif mythique et non historique : les éléments originaux sont rarissimes et un manuscrit de la Chanson des Nibelungen eût été insuffisant pour développer un musée.  
Il se positionne donc comme « une œuvre des Nibelungen qui informe sur le mythe pluriséculaire, l’interprète, passionne et provoque à travers son architecture futuriste. » Le concept, développé par l'artiste Olivier Auber et l'architecte Bernd Hoge, a consisté à proposer aux visiteurs un aperçu de la légende médiévale au moyen d'une représentation "fantastique-fictionnelle", contrastant avec les murs anciens des fortifications. 
Le visiteur se promène à travers les grandes parties du musée, muni d'un guide multimédia, où le poète inconnu de la Chanson des Nibelungen joue le rôle de narrateur fictif. C'est l'acteur Mario Adorf qui lui a donné sa voix en allemand, Marc-Henri Boisse en français et David Stanley en anglais.

## Les salles à thème
Le concept original comprenait trois salles thématiques : la tour de guet, la tour d'écoute et la salle du trésor. La salle du trésor souterraine a été fermée à l'été 2007 pour des raisons techniques. Depuis mi-2008, un laboratoire des mythes est installé dans cette salle, dans lequel les visiteurs peuvent récapituler leur visite du musée. Les visiteurs qui ne peuvent pas participer à la visite audio à travers les hautes tours pour des raisons de santé peuvent y vivre et comprendre l'intégralité de la visite à partir de moniteurs. Dotée d'une technologie cross-média et d'un grand écran, la salle offre également des possibilités pédagogiques pour les groupes.

### La tour de guet
Dans la tour de guet, l'esprit du poète retrace l'œuvre littéraire dans ses caractéristiques de base et son cadre historique mais porte également un regard critique sur la mythification pluriséculaire de l'œuvre, de sa réception jusqu'à sa transfiguration en tant que « mythe national ». 
La tour d'observation, située l'une des tours de défense médiévale, est dominée en son centre par un sceptre colossal, fuseau brillant de 12 mètres de haut, librement suspendu, autour duquel circule un escalier à vis. Ce fuseau, le "Rütelin", qui symbolise la malédiction du trésor des Nibelungen, porte sur son pourtour 1200 images et représentations lumineuses de peintures, gravures, affiches de propagande et représentations de mises en scène d'opéra, inspirées du Nibelungen, qui véhiculent une partie du mythe. 
Le narrateur aide à « saisir les fils invisibles qui se sont noués au fil des siècles »  et dénonce l’immense pouvoir de ces images et symboles, décrit leurs forces incitatives dans l'inexorable « machinerie de la production des mythes ».

### La tour d'écoute
La tour d'écoute est conçue comme le bureau, ou salle d'écriture, du narrateur. Les visiteurs prennent place sur des "trônes" en bois, où ils peuvent écouter des passages de la chanson originale, en moyen haut allemand avec traduction simultanée. Le visiteur en apprend davantage sur les sources et les lecteurs de la Chanson des Nibelungen et découvre les influences de la culture quotidienne et savante contemporaine qui ont marqué son auteur.

### Le laboratoire des mythes
Le laboratoire des mythes, installé dans une salle souterraine, est la pièce multimédia, plurifonctionnelle, du musée qui donne au visiteur l'occasion après les deux heures de visite de s'attarder, se relaxer et réfléchir en immersion dans un monde de mythes et légendes, sur la ville de Worms, les mythes modernes, les mythes classiques et la Chanson des Nibelungen. Tous les contenus de la promenade y sont accessibles : le texte entier du poète anonyme peut être rappelé et le Rütelin, le sceptre pictural de la tour de guet, est affiché graphiquement et peut être tourné à volonté. Une fonction de recherche sur Internet et la consultation de films et courts documentaires sont proposés et les organisateurs de visites (guides touristiques, enseignants) peuvent aussi présenter leurs propres contenus, via le terminal central, sur le matériel image et son existant.

## Écho international
Avant l'ouverture du musée, le "trésor virtuel" a été présenté lors de deux colloques à Paris en décembre 2000 et à Boston en avril 2001 à l'invitation du Goethe-Institut et a trouvé une couverture médiatique internationale en France, au Canada, aux États-Unis et au Japon, ainsi que dans les médias nationaux allemands ,, : 

« A high-tech, cutting-edge interpretation of the Nibelungen myth… »

— Boston Digital Industry, Treasure of the Nibelungs (Mai 2001) 

« Au-delà de la performance technique qui sait se faire oublier, les auteurs ont réussi une œuvre d'une grande poésie… »

— Libération, Tragédies en sous-sol (8 décembre 2000)

« Sitôt que l'on y entre, en sentira son rhythme, sa joie ou ses tourments. »

— Le Devoir, Un trésor virtuel sous la ville (20 janvier 2001)

« Im neuen Nibelungen-Museum zu Worms wird die nebulöse Sage sichtbar gemacht. Aus tausenden Bildern, Texten und Tönen ergibt sich ein phantastisches Bild des mittelalterlichen Heldenepos. »

— Frankfurter Rundschau, Siegfried, verzweifelt gesucht (11 août 2001)

« Das Nibelungen-Museum in Worms lässt ein deutsches Stück Weltliteratur virtuell wieder aufleben. »

— Süddeutsche Zeitung, Im Ozean der Bilder (20 août 2001)

## Groupe de projet
- Olivier Auber : planification du contenu, musée et trésor
- Bernd Hoge : architecture et exposition
- Thierry Fournier : musique, composition sonore et programme temps réel (son)
- Emmanuel Mâa Berriet : programme VR temps réel (Image)
- Joachim Heinzle et Olivier Auber : texte du narrateur
- Ursula Kraft : composition d'images 'Rütelin'
- Susanne Wernsing : iconographie et recherche thématique